# Burg Lindenbuck
Die Burg Lindenbuck ist eine abgegangene Höhenburg auf dem 898 Meter hohen Lindenbuck östlich von Bonndorf im Schwarzwald im Landkreis Waldshut in Baden-Württemberg.
Die nicht mehr genau lokalisierbare Burg war Sitz der Herren von Bonndorf, wahrscheinlich ursprünglich Ministeriale der Zähringer. 1239 erscheinen die Bonndorfer in den  Diensten der Grafen von Freiburg und im 14. Jahrhundert auch als Freiburger Bürger. Die Burg ist schon früh abgegangen, da gegen Ende des 13. Jahrhunderts im Ort das »Säßhaus«, ein Vorgängerbau von Schloss Bonndorf, errichtet wurde.